# St. Bonifatius (Wiesbaden)

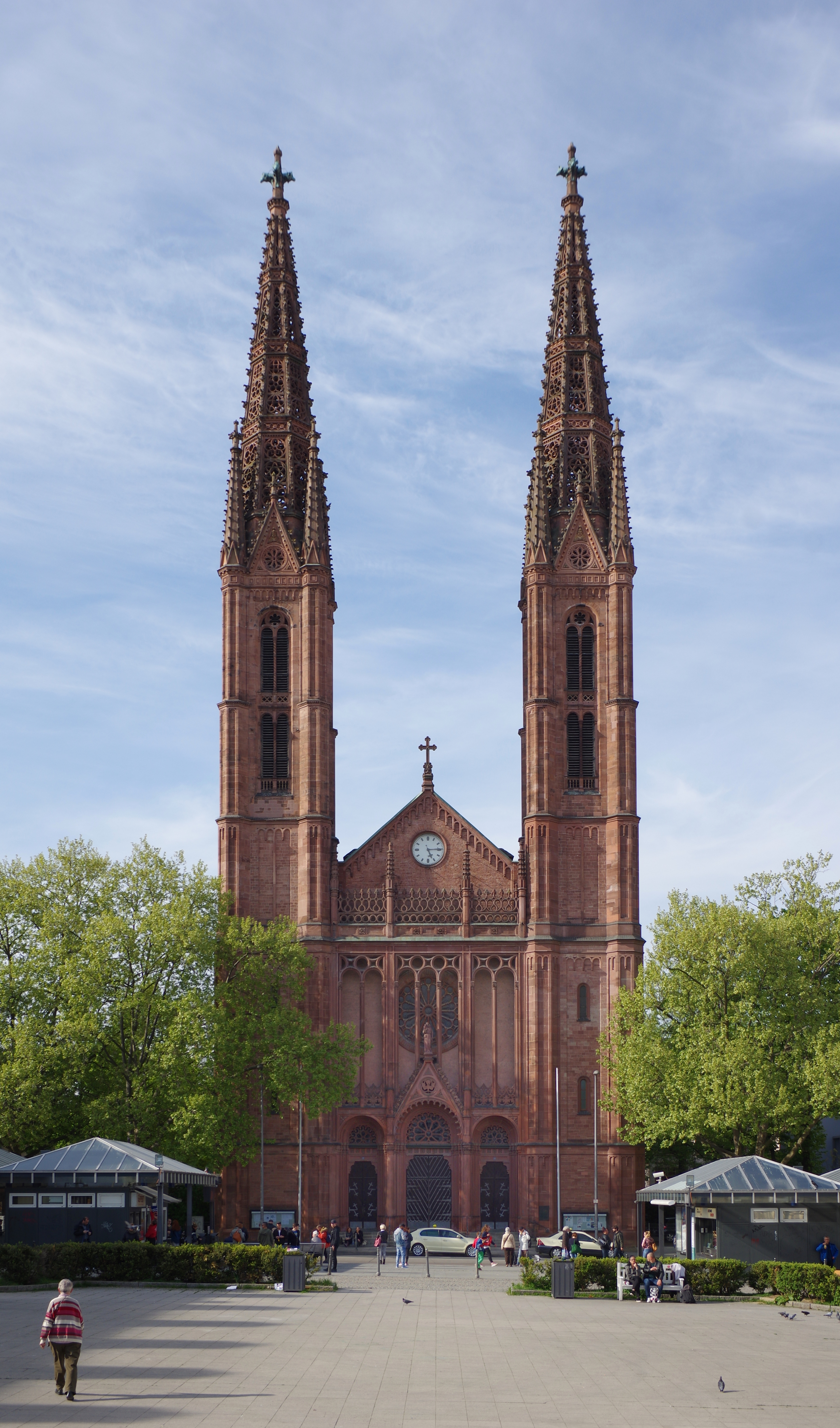
Bonifatiuskirche am Luisenplatz

Die Kirche St. Bonifatius in der hessischen Landeshauptstadt Wiesbaden ist die katholische Hauptkirche der Stadt. Sie ist dem heiligen Bonifatius geweiht. Die in den Jahren 1844 bis 1849 von Philipp Hoffmann errichtete neogotische dreischiffige Hallenkirche beherrscht mit ihren beiden 68 m hohen Türmen die klassizistische Anlage des Luisenplatzes.

## Baugeschichte

### Vorgeschichte und erste Kirche St. Bonifatius (1488 bis 1831)

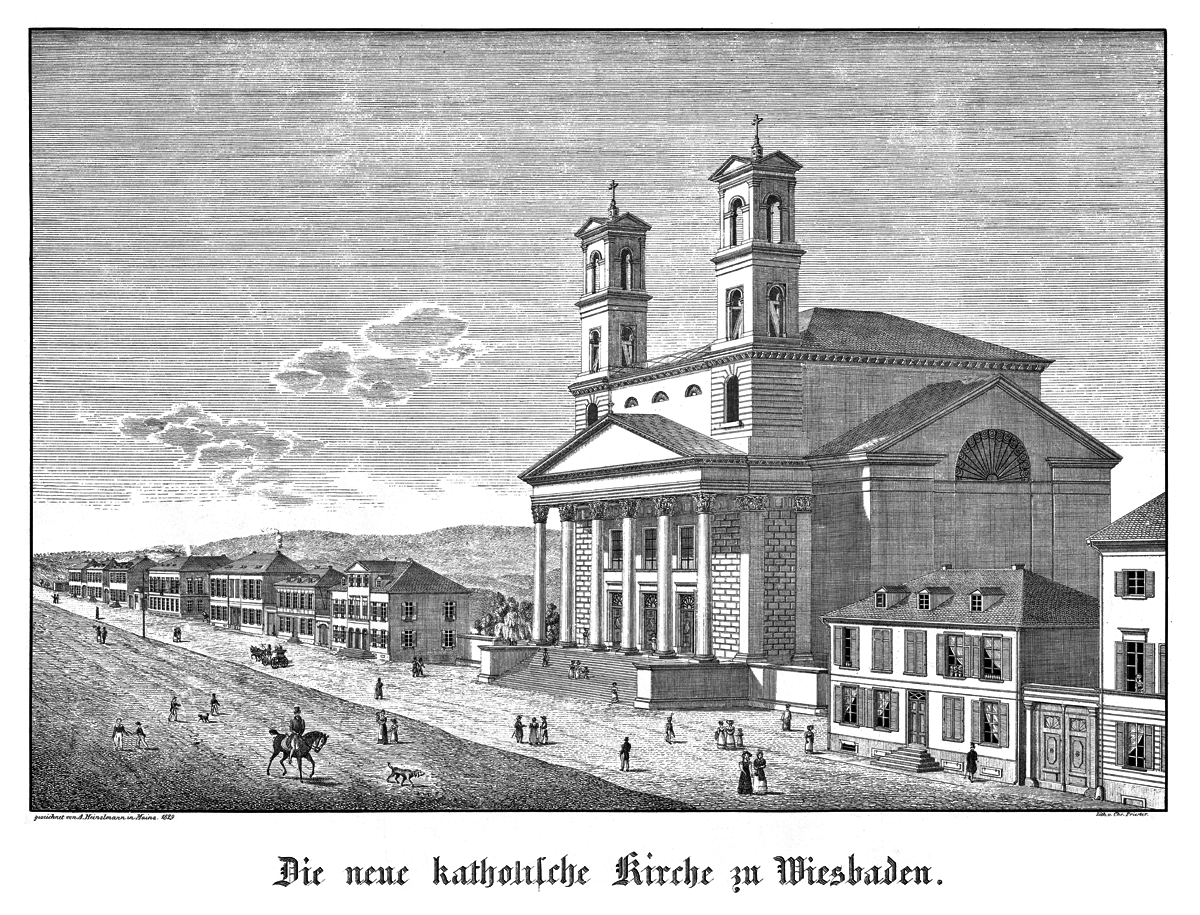
Die erste Kirche St. Bonifatius aus dem Jahre 1830: sie stürzte am 11. Februar 1831 ein
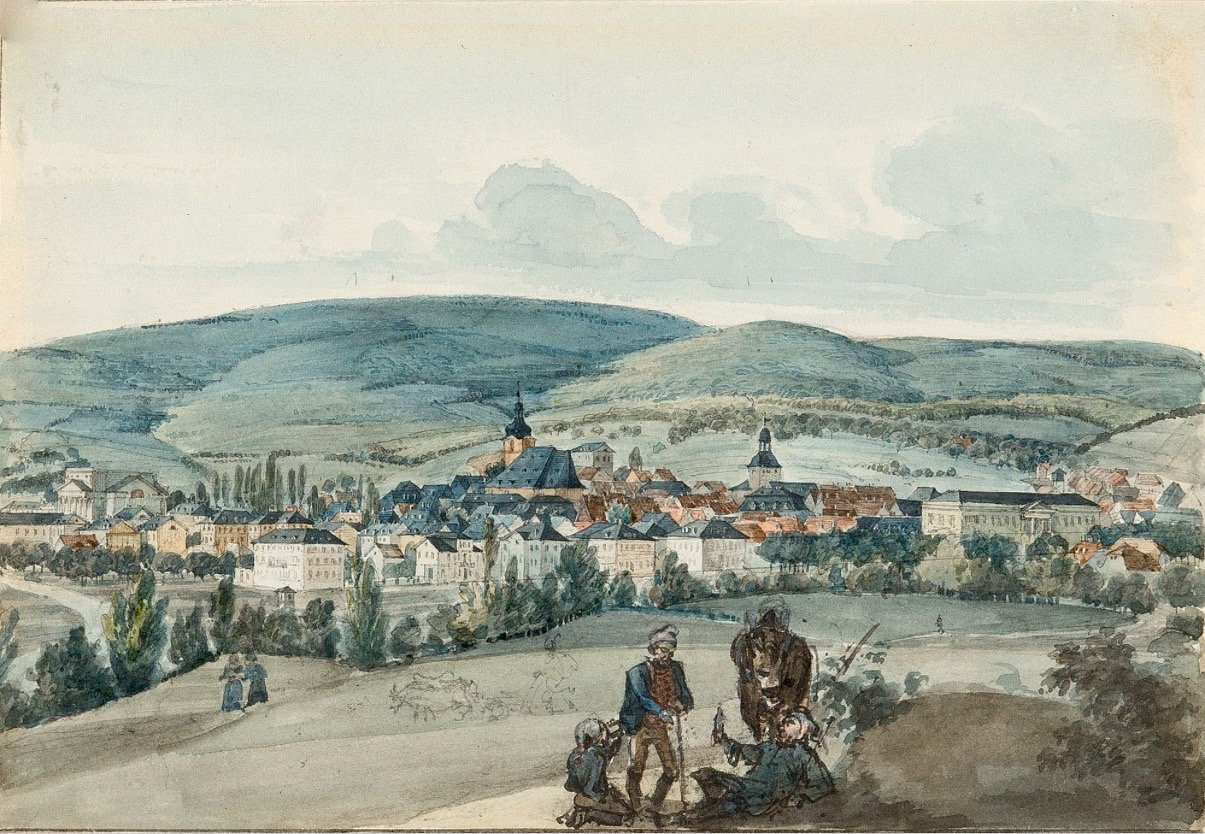
Wiesbaden von Südosten 1837, ganz links die Ruine des 1831 eingestürzten ersten Kirchenbaus (Aquarell von Fritz Bamberger[Anm. 1])

Die älteste Kirche Wiesbadens wurde von 1488 bis 1521 erbaut und dem heiligen Mauritius geweiht. Sie stand auf dem heute nach ihr benannten Platz. Nach der Reformation wurde die Mauritiuskirche lutherisch, 1850 fiel sie einem Brand zum Opfer. Eine katholische Pfarrei wurde erst wieder am 12. April 1800 errichtet. 1801 entstand im Hof des Gasthauses Schwarzer Rappen in der Marktstraße ein „katholisches Bethaus“, das ebenfalls dem heiligen Mauritius geweiht wurde. Nachdem dieses Gotteshaus in der aufstrebenden Kur- und nassauischen Residenzstadt zu klein wurde, dachte man über einen Neubau nach.
Als Fläche zog man das nördliche Ende des rechteckigen, 1830 angelegten Luisenplatzes oder auch den nördlichen Rand des Marktplatzes (heute: Schlossplatz) in Erwägung. Beide Bauplätze kamen jedoch auch für das neue Stadtschloss in Frage. Die Flächen wechselten mehrmals: Zunächst schenkte Herzog Wilhelm den Katholiken das Grundstück des früheren Controllhofs am Marktplatz und ließ Pläne für das Schloss am Luisenplatz anfertigen. Dann ließ er jedoch das inzwischen dort errichtete Gebäude – das Kalbsche Haus –  wieder ankaufen, um es als Kavaliershaus in das neue Schlossareal einbeziehen zu können, und übergab der Gemeinde das Luisenplatz-Grundstück.
Der herzoglich nassauische Baurat Friedrich Ludwig Schrumpf, der bereits von 1823 bis 1826 das Jagdschloss Platte erbaut hatte, erhielt den Auftrag und errichtete 1829 bis 1831 einen repräsentativen Zentralbau nach strengen klassizistischen Formen. Der Platz sollte so ein einheitliches Erscheinungsbild erhalten, an dem gerade weitere wichtige Gebäude der nassauischen Residenzstadt im Bau waren. Auf der Ostseite entstand die Münze, gegenüber das Pädagogium; heute ist in beiden Bauten das Hessische Kultusministerium untergebracht. Der Grundriss der Kirche hatte die Form eines stumpfen Kreuzes mit zentraler Rotunde. An der Platzseite lag eine Freitreppe vor einem mächtigen Säulenportikus, der von zwei Türmen flankiert wurde. Die Kirche stürzte jedoch kurz vor ihrer Vollendung am 11. Februar 1831 ein. Ursache war vermutlich die mangelnde Gründung auf der einst von Teichen bedeckten Fläche vor der ehemaligen Stadtbefestigung.

### Die zweite Kirche St. Bonifatius (seit 1849)

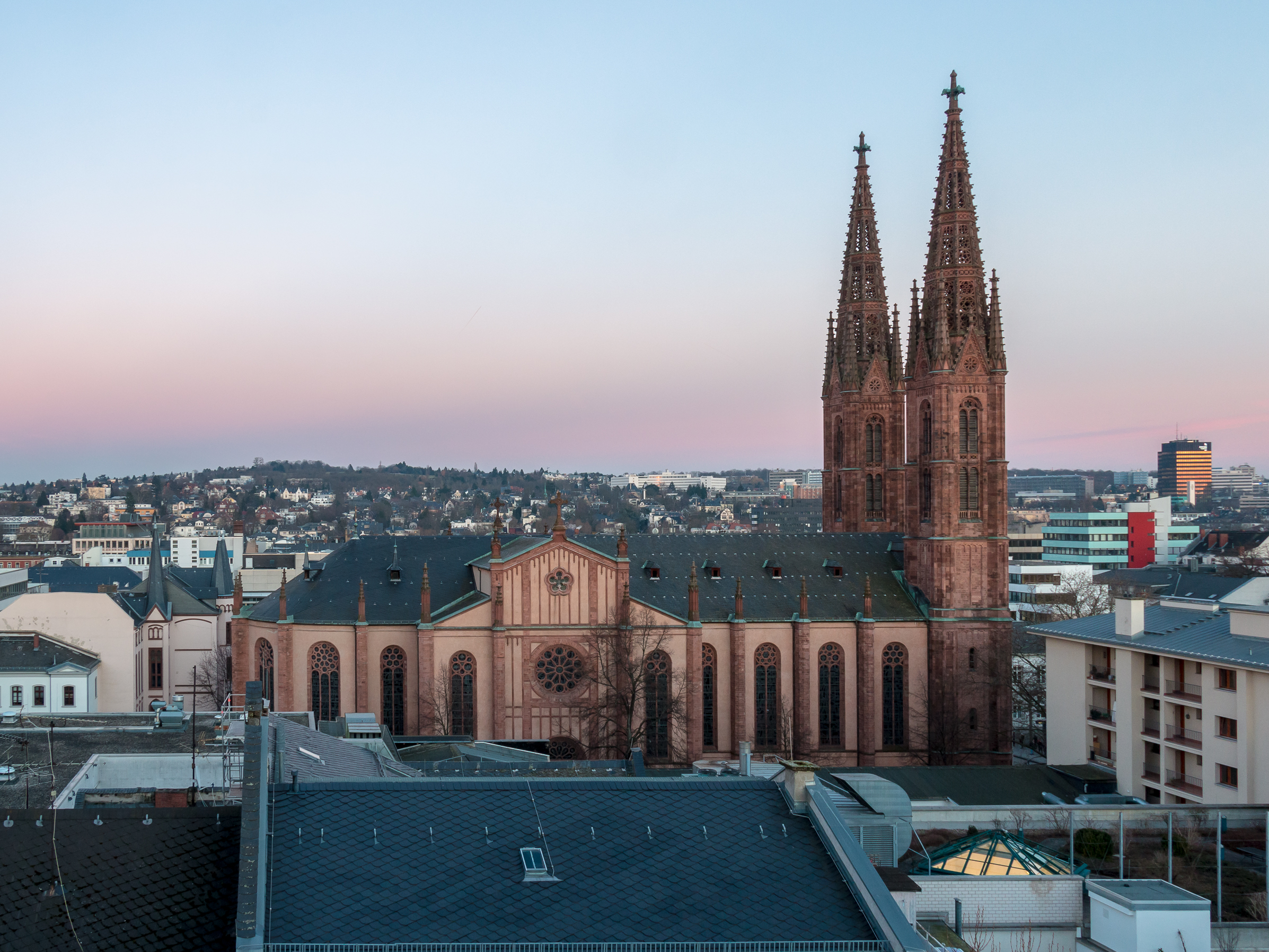
Westseite der Kirche zur Blauen Stunde
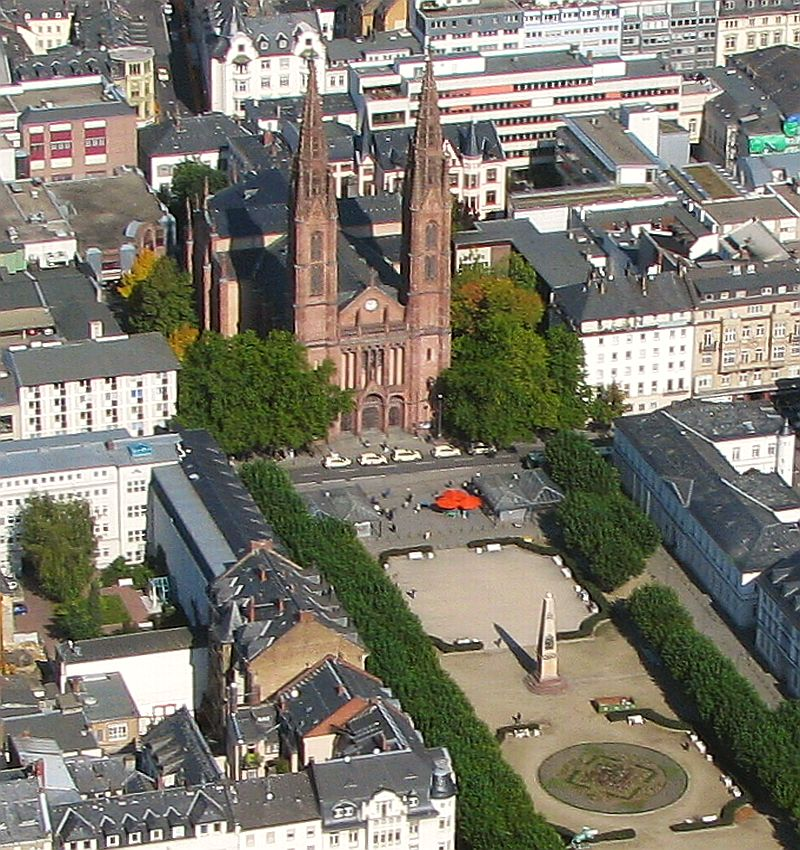
Luftaufnahme von Süden: St. Bonifatius am Luisenplatz

Nachdem es danach kurzzeitig wieder Pläne für ein Stadtschloss am Luisenplatz gab, dieses dann aber doch 1839 bis 1841 am Marktplatz errichtet wurde, erhielt am 24. Mai 1843 der junge Baumeister Philipp Hoffmann den Auftrag für einen Neubau. Hoffmann hatte sich bereits durch seine Mitwirkung am Stadtschloss ausgezeichnet. Der Kostenvoranschlag ergab eine Bausumme von 137.000 Gulden, es standen jedoch nur 53.000 zur Verfügung. Der Pfarrer bemühte sich anschließend um Spenden, unter anderem bei einem Militärkonzert im Kurpark Wiesbaden.
Hoffmann entwarf ein Gebäude, das romanische und gotische Formen verband und als „gotisierender Rundbogenstil“ in einzelnen Ornamenten schon Formen des späteren Jugendstils zeigte. Dominierend war die zum Luisenplatz hin ausgerichtete Doppelturmfassade. Die Grundsteinlegung fand am Tag des heiligen Bonifatius, dem 5. Juni 1845 statt, der Innenraum wurde am 19. Juni 1849 vom Limburger Bischof Peter Josef Blum geweiht. Wegen anhaltenden Geldmangels verzögerte sich die weitere Bauausführung jedoch. Die Fassade wurde erst 1856, die 68 m hohen Türme erst 1866 vollendet. Mit diesen Türmen konkurriert sie mit der 1862 vollendeten protestantischen Marktkirche und deren 5 Türmen.
Im Zweiten Weltkrieg wurde die Kirche stark beschädigt. Bei einem Luftangriff am 2. Februar 1945 wurden alle Fenster, das Dach und ein Teil des Gewölbes zerstört. Die Schäden wurden 1949 beseitigt, wobei das zerstörte Gewölbe durch eine provisorische Balkendecke ersetzt wurde. 1965 fand eine grundlegende Renovierung statt, bei der das Gewölbe wiederhergestellt wurde. Dabei wurde auch der Innenraum nach den Grundsätzen des Zweiten Vatikanischen Konzils völlig neu gestaltet.
Bis heute ist die Kirche die Hauptkirche und größtes katholisches Gotteshaus von Wiesbaden. Der Pfarrer der Pfarrei St. Bonifatius ist stets in Personalunion auch katholischer Stadtdekan von Wiesbaden.

## Architektur

### Grundriss und Äußeres

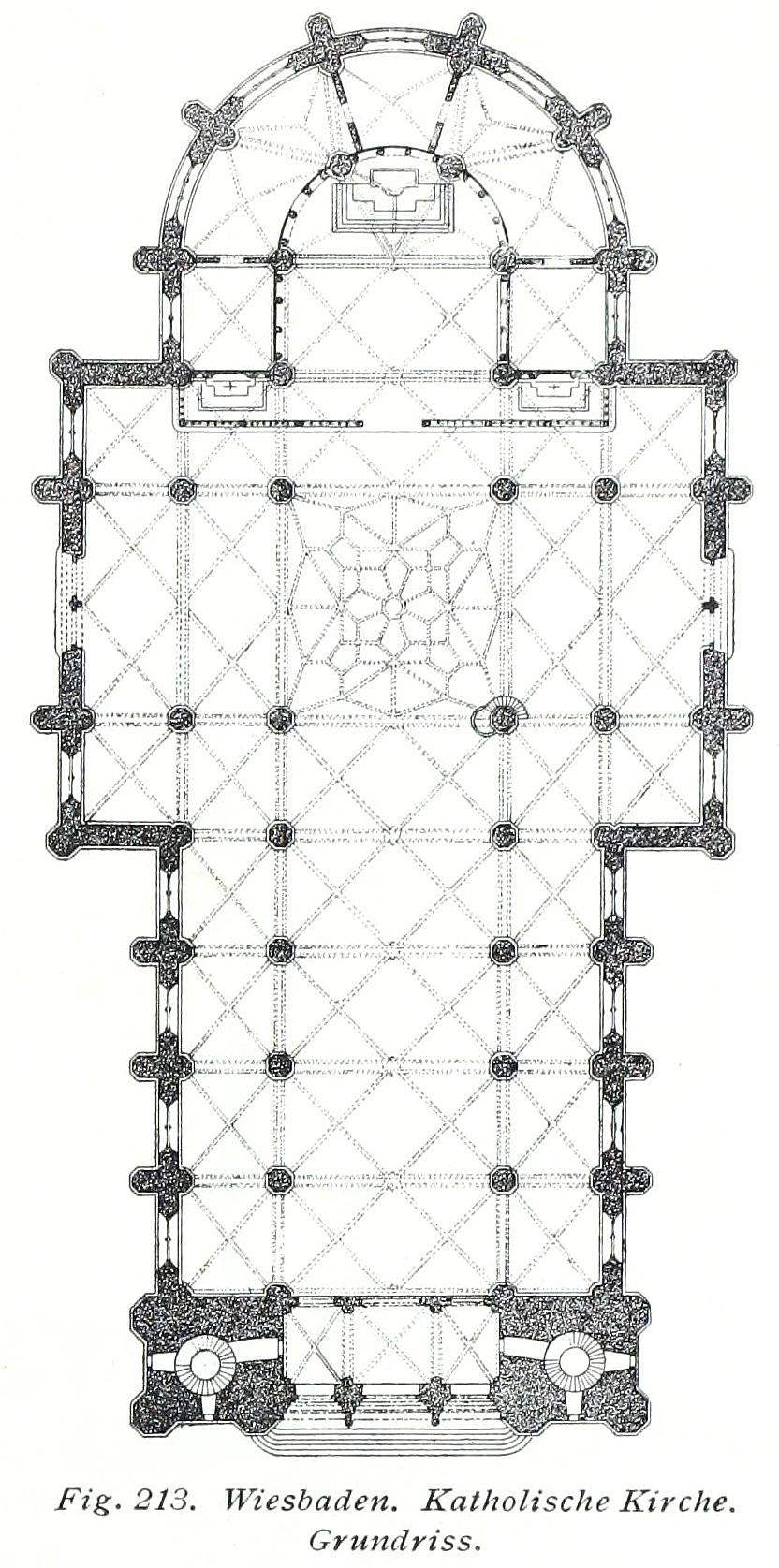
Grundriss der St.-Bonifatius-Kirche

Die Kirche ist eine dreischiffige Hallenkirche auf dem Grundriss eines lateinischen Kreuzes. Sie besitzt eine Doppelturmfassade und einen halbrunden Umgangschor. Die Gesamtlänge beträgt 62 m, das Langhaus ist 24 m breit und 18 m hoch. Aufgrund der Lage am Nordrand des Luisenplatzes liegt das Portal im Süden und der Chor im Norden. Als Material für die Fassade wurde verputztes Bruchsteinmauerwerk verwendet, für alle Gliederungen und Zierelemente roter Sandstein. Stilistisch beschreibt sie einen „gotisierenden Rundbogenstil“, das heißt, sie erscheint auf den ersten Blick in (neo-)gotischen Formen, allerdings besteht der obere Abschluss der großen Fenster nicht aus einem Spitz-, sondern einem Rundbogen. Der Grundriss ist nach Norden hin ausgerichtet, die südliche, den Luisenplatz abschließende Hauptfassade mit einem dreibogigen Eingang wird von zwei schlanken, 68 m hohen, spitzen Türmen überragt.
Beim Giebeldreieck und den beiden weit auseinander stehenden schlanken Türmen ließ sich der Baumeister vermutlich von der Münchener Ludwigskirche inspirieren, die 1829 bis 1844 von Friedrich von Gärtner errichtet wurde, bei dem Hoffmann studiert hatte. Die Kirche wirkt jedoch gotischer. Das Giebeldreieck enthielt ursprünglich eine Rosette, die 1890 aber durch eine Uhr ersetzt wurde. Die Türme schließen nach oben mit offenen Gitterhelmen nach dem Vorbild des Freiburger Münsters ab.

### Inneres

Innenraum der St.-Bonifatius-Kirche 2020

Die nach dem Krieg ersetzten Fenster und Rosetten wurden nach Entwürfen des Malers und Glasbildners Johannes Beeck aus Nettetal in der Glasbildner-Werkstatt Derix in Taunusstein gefertigt. Der trotz der hellen Fenster sehr dunkel erscheinende Innenraum wirkt durch seine geringe Höhe von 18 m sehr breit. Die 22 relativ dünnen und einfach gehaltenen Achteckpfeiler lassen den Raum jedoch groß erscheinen. Die rot-blauen Fenster und die roten Sandsteinelemente bei ansonsten weiß gehaltenem Putz tauchen ihn in einen sanften Ton. Die Decke besteht aus einem einfachen Rippengewölbe. Im Chor gibt es reichere Verzierungen. Die Wölbung ist rund- und nicht spitzbogig.
Bei der grundlegenden Renovierung im Jahr 1965 wurde der alte Hauptaltar, der sich bis dahin im Chorabschluss befand, entfernt. Seit 1967 steht der neue Hauptaltar auf einem Podest aus rotem Marmor in der Vierung. Im Chor stehen, von Karl Hoffmann geschaffen, eine Kreuzigungsgruppe sowie Statuen des Franz von Assisi und der Teresa von Ávila.

## Besonderheiten

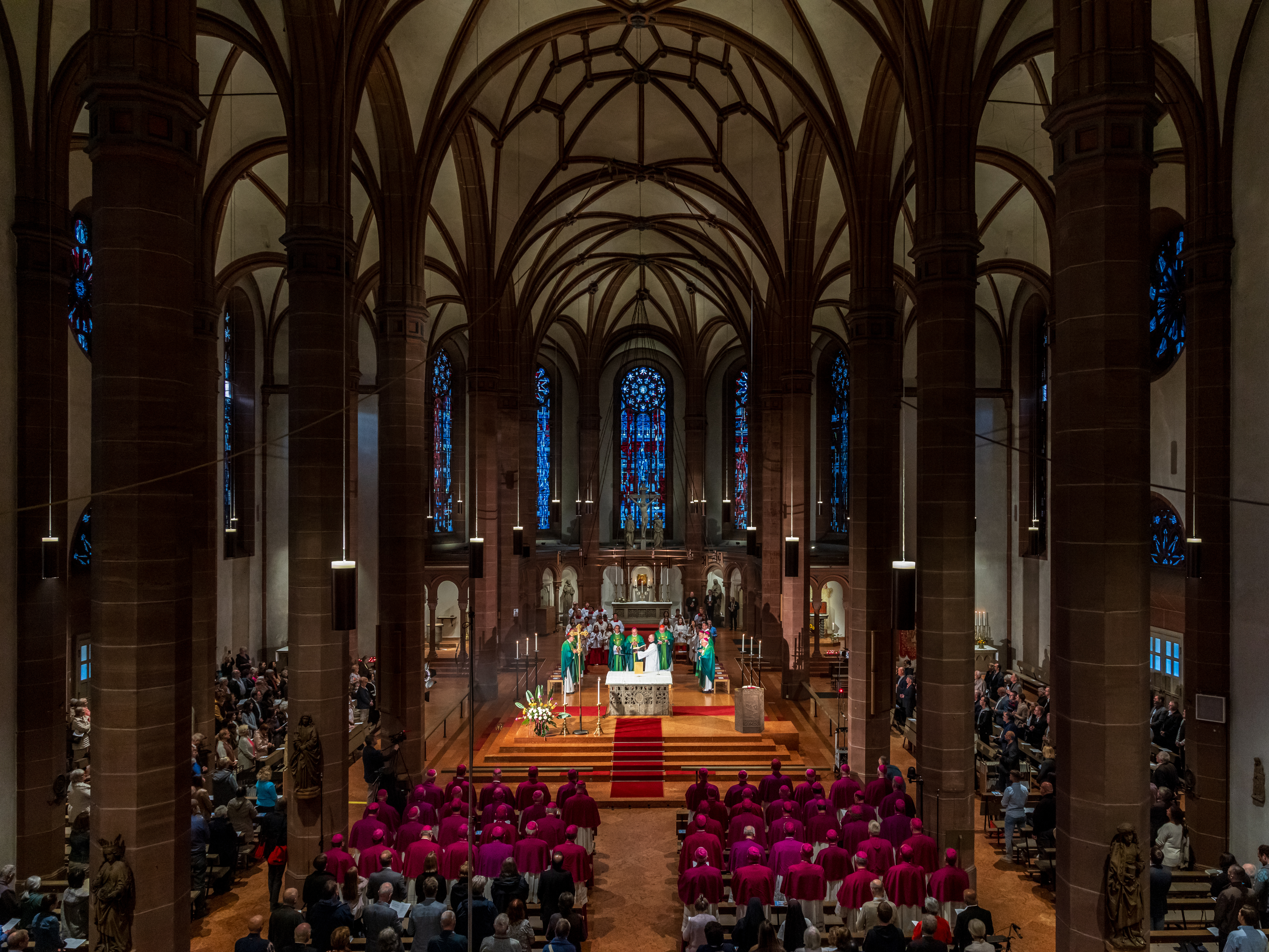
Gottesdienst der Deutschen Bischofskonferenz während der Herbstvollversammlung 2023

- Die katholische Kirche St. Bonifatius war zu ihrer Bauzeit das größte Kirchenbauwerk in der protestantischen Residenzstadt Nassaus. Übertroffen wurde sie erst von der 1853 bis 1862 erbauten protestantischen Marktkirche, die auch als „Nassauischer Landesdom“ bezeichnet wurde.
- St. Bonifatius ist zugleich die älteste und größte katholische Kirche der Stadt. Im dort angesiedelten Beichtzentrum der Pallottiner stehen die Patres für Gespräche und Beichte zur Verfügung.

## Orgel

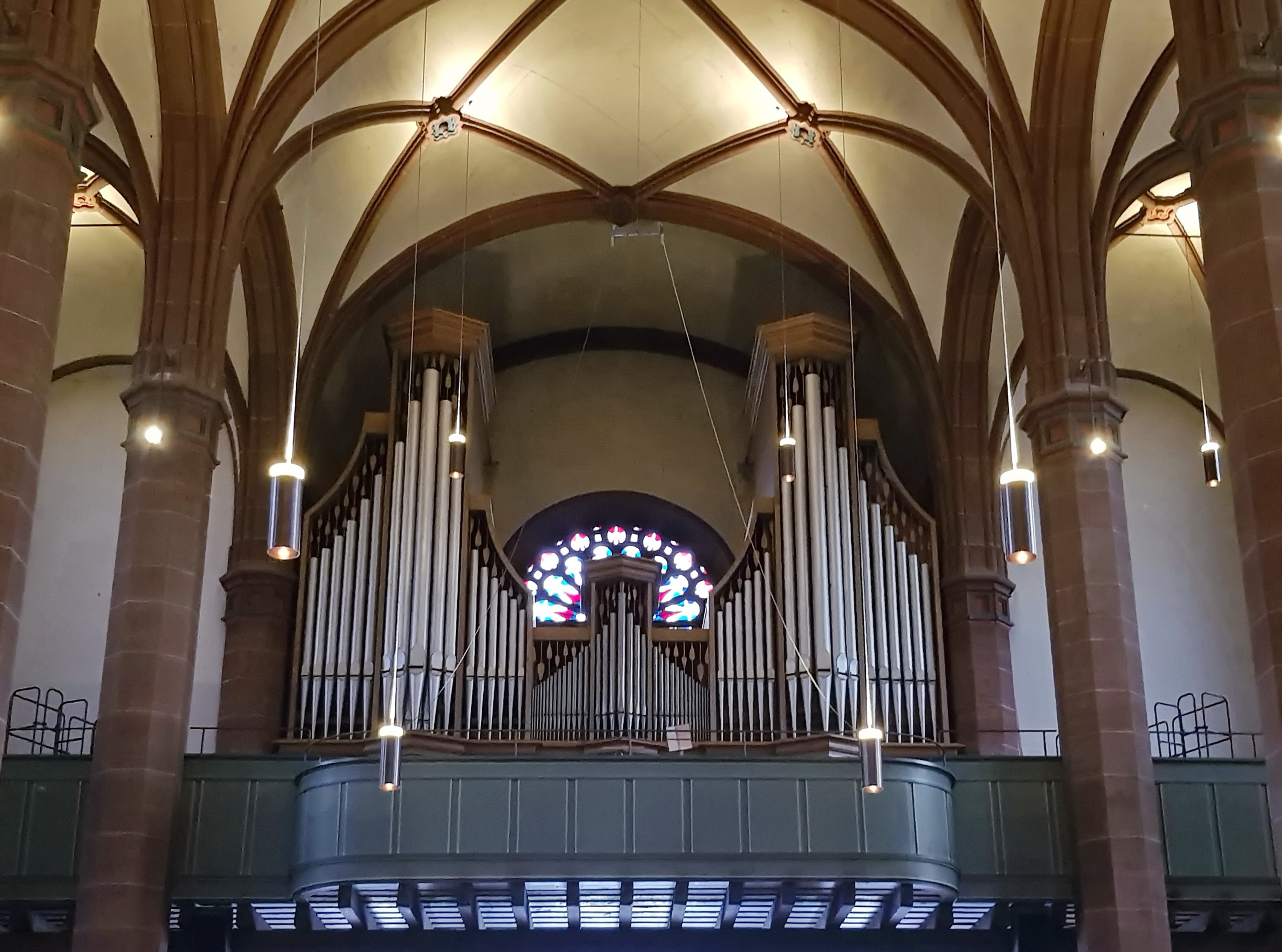
Orgel im Jahr 2020

Die Orgel von St. Bonifatius wurde 1954 von der Orgelbauwerkstatt Romanus Seifert & Sohn (Kevelaer) erbaut. Das Instrument war ursprünglich mit 40 Registern geplant, es wurde jedoch nur mit 35 Registern erbaut.
1985 wurde das Instrument durch die Orgelbaufirma Hugo Mayer unter Erweiterung der Disposition neu errichtet, 1995 wurden im Pedal drei elektronische Bass-Register eingefügt. 1998 restaurierte Orgelbau Mayer das Instrument erneut und erweiterte es um zwei Register, einige Koppeln; die Intonation wurde überarbeitet und die Setzeranlage erweitert. Das Instrument hat Schleifladen. Die Spieltrakturen und Pedalkoppeln sind mechanisch, die Registertraktur und Manualkoppeln elektrisch, auch die auf dem Dach des Positivs liegenden Chamaden werden elektrisch angesteuert. Das Instrument hat 56 Register, darunter vier Transmissionen (Chamaden-Register), drei elektronische Register (Pedal) und eine Windabschwächung (Pedal).
| I Hauptwerk C–g3 |                      |         |
| 1.               | Gedacktpommer        | 16′     |
| 2.               | Principal            | 08′     |
| 3.               | Gemshorn             | 08′     |
| 4.               | Octave               | 04′     |
| 5.               | Rohrflöte            | 04′     |
| 6.               | Quinte               | 02 ⁄3′  |
| 7.               | Schwiegel            | 02′     |
| 8.               | Terz                 | 01 3⁄5′ |
| 9.               | Mixtur V             | 01 ⁄3′  |
| 10.              | Trompete             | 16′     |
| 11.              | Trompete             | 08′     |
| 12.              | Trompete             | 04′     |
| 13.              | Trompette (= Nr. 23) | 08′     |
| 14.              | Trompette (= Nr. 24) | 04′     |

| II Schwell-Positiv C–g3 |                        |       |     |
| 15.                     | Diapason               | 8′    | (n) |
| 16.                     | Lieblich Gedackt       | 8′    |     |
| 17.                     | Prästant               | 4′    |     |
| 18.                     | Blockflöte             | 4′    |     |
| 19.                     | Principal              | 2′    |     |
| 20.                     | Nazard                 | 2 ⁄3′ |     |
| 21.                     | Scharff III-IV         | 1 ⁄3′ |     |
| 22.                     | Oboe                   | 8′    | (n) |
| 23.                     | Trompette en chamade 0 | 8′    |     |
| 24.                     | Trompette en chamade   | 4′    |     |

| III Schwellwerk C–g3 |                      |        |
| 25.                  | Bourdon              | 16′    |
| 26.                  | Principal            | 08′    |
| 27.                  | Holzflöte            | 08′    |
| 28.                  | Weidenpfeife         | 08′    |
| 29.                  | Schwebung (ab c1)    | 08′    |
| 30.                  | Principal            | 04′    |
| 31.                  | Querflöte            | 04′    |
| 32.                  | Nachthorn            | 02′    |
| 33.                  | Septime              | 01 ⁄7′ |
| 34.                  | Sifflöte             | 01′    |
| 35.                  | Sesquialter II       | 02 ⁄3′ |
| 36.                  | Fourniture V         | 02′    |
| 37.                  | Basson               | 16′    |
| 38.                  | Trompette harmonique | 08′    |
| 39.                  | Clairon              | 04′    |

| Pedal C–f1 |                      |         |
| 40.        | Kontrabass           | 32′     |
| 41.        | Principal            | 16′     |
| 42.        | Subbass              | 16′     |
| 43.        | Violon               | 16′     |
| 44.        | Echobass             | 16′     |
| 45.        | Quintbass            | 10 2⁄3′ |
| 46.        | Oktavbass            | 08′     |
| 47.        | Gedacktbass          | 08′     |
| 48.        | Choralbass           | 04′     |
| 49.        | Flachflöte           | 02′     |
| 50.        | Hintersatz IV        | 02 ⁄3′  |
| 51.        | Bombarde             | 32′     |
| 52.        | Posaune              | 16′     |
| 53.        | Basstrompete         | 08′     |
| 54.        | Schalmey             | 04′     |
| 55.        | Trompette (= Nr. 23) | 08′     |
| 56.        | Trompette (= Nr. 24) | 04′     |

- Koppeln: II/I, III/I, III/II, I/P, II/P, III/P, II 16′/P, III 4′/P, Chamaden 16′/I, Chamaden 16′/II
- Spielhilfen: 640-fache Setzeranlage, Sequenzer
- Anmerkungen:

1. 1 2 3  Elektronisches Register.
2. ↑  Windabschwächung von Nr. 40, 1998 eingerichtet.

(n) = 1998 ausgetauschtes Register

## Glocken
Der Herzog von Nassau schenkte der Gemeinde für ihre neue Kirche 3 historische Glocken (d1,  fis1, g1) des 1813 säkularisierten  Klosters Bornhofen. Die größte dieser Glocken war ursprünglich von 1444 wurde aber 1702 umgegossen. 1866 vervollständigte Rincker das Geläut mit einer 3800 kg schweren Josefs-Glocke (a0). Während des 1. Wk. blieben die Glocken verschont. 1942 wurden dann die beiden kleineren Bornhofer Glocken und die Josefs-Glocke eingezogen, die beiden kleineren historischen Glocken überlebten den Krieg und kamen 1948 wieder zurück nach Wiesbaden. 1961 wurden 3 neue Glocken von Friedrich Wilhelm Schilling für das heutige 6 stimmige Geläut gegossen. 
Geläutedisposition: h0 +/-0 – d1 +3 – fis1 +1 – g1 +2 – a2 +/-0 – h1 -1  
| Nr. | Name           | Gussmetall    | Masse (kg) | Ø (mm) | Schlagton (16tel) | Abklingdauer (Sec.) | Gussjahr | Glockengießer               | Inschrift | Bemerkung                                                              |
| 1   | Josef          | Glockenbronze | 2979       | 1630   | h0 +/-0           | 129                 | 1961     | Friedrich Wilhelm Schilling | HEILIGER JOSEF HÜTE IMMERDAR DAS KIND UND SEINE MUTTER UND CHRISTI REICH | Hängt im Westturm.                                                     |
| 2   | Maria Gloriosa | Glockenbronze | 2350       | 1425   | d1 +3             | 62                  | 1702     | Johann Berchdaler           | +CAMANAM, HANC. ANNO DOMINI * 1444 / PRIMO FVSAM. AETATIS, MODERNAE PVLSV.CONFRACTAM IOHANNES HVGO : D : G. ARCHIEPS TREVIR: PRINCEPS, ELECTOR EPS / SPIR: PRAEP: WEIS. ADMIN: PRVM PERP: AERE NOVO. REFVNDI, ET GLORIOSO. MARIAE: NOMINE. RVRSVS. VOCARI. VOLVIT / ANNO * DOMINI / 1702 - IOANNES BERCHDALER GOSS MICH AVF EHRENBREITSTEIN | Hängt im Ostturm, stammt ursprünglich aus der Klosterkirche Bornhofen  |
| 3   | Maria          | Glockenbronze | 1020       | 1190   | fis1+1            | 54                  | 1430     | Johann Glats                | Inschrift in got. Minuskeln: -anno dni – M.CCCC.XXX. - me. vas . ex . ere . svm . que . fvdere . lavde . die . dada . sic . svm . Maria . vocata | Hängt im Ostturm, stammt ursprünglich aus der Klosterkirche Bornhofen  |
| 4   | Maria          | Glockenbronze | 750        | 1065   | g1 +2             | 50                  | 1440     | Johann Glats                | anno . Dni . M.CCCC.XXXX. me . vas . ex . ere . sv . que . fudere . lavde . dei . data . sic . su . maria . vocat | Hängt im Westturm, stammt ursprünglich aus der Klosterkirche Bornhofen |
| 5   | Bonifatius     | Glockenbronze | 627        | 970    | a1 +/-0           | 58                  | 1961     | Friedrich Wilhelm Schilling | HEILIGER BONIFATIUSKÜNDE OHNE UNTERLASS IHR SOLLT MIR ZEUGEN SEIN und Bonifatiusrelief | Hängt im Ostturm.                                                      |
| 6   | Mauritius      | Glockenbronze | 435        | 860    | h1 -1             | 45                  | 1961     | Friedrich Wilhelm Schilling | HEILIGER MAURITIUSRUFE UNS ZU : SEI GETREU BIS IN DEN TOD UND ICH WILL DIR DIE KRONE DES LEBENS GEBEN! und Mauritiusrelief | Hängt im Westturm.                                                     |

## Pfarrer
Pfarrer in St. Bonifatius und gleichzeitig Stadtpfarrer bzw. Stadtdekan waren unter anderem von 1863 bis 1887 der spätere Bischof von Fulda, Joseph Weyland, von 1927 bis 1930 der spätere Limburger Bischof Antonius Hilfrich (der auch in der Kirche die Bischofsweihe empfing), Prälat und Ehrendomherr Georg Rompel (1954 bis 1968), Werner Bardenhewer (1974 bis 1996), Ernst-Ewald Roth (1996 bis 2006), Johannes zu Eltz (2006 bis 2010) und Wolfgang Rösch (2010 bis 2013). Wolfgang Rösch wurde im Oktober 2013 als Generalvikar nach Limburg berufen. Pfarrer Stephan Gras nahm von 2013 bis 2015, als stellvertretender Stadtdekan, die Aufgaben während der vakanten Zeit wahr. Seit September 2015 ist Klaus Nebel Pfarrer und Stadtdekan von Wiesbaden. Als Kaplan wirkten unter anderem Georg Hilpisch und Lothar Zenetti an der Kirche.

## Kirchenmusik

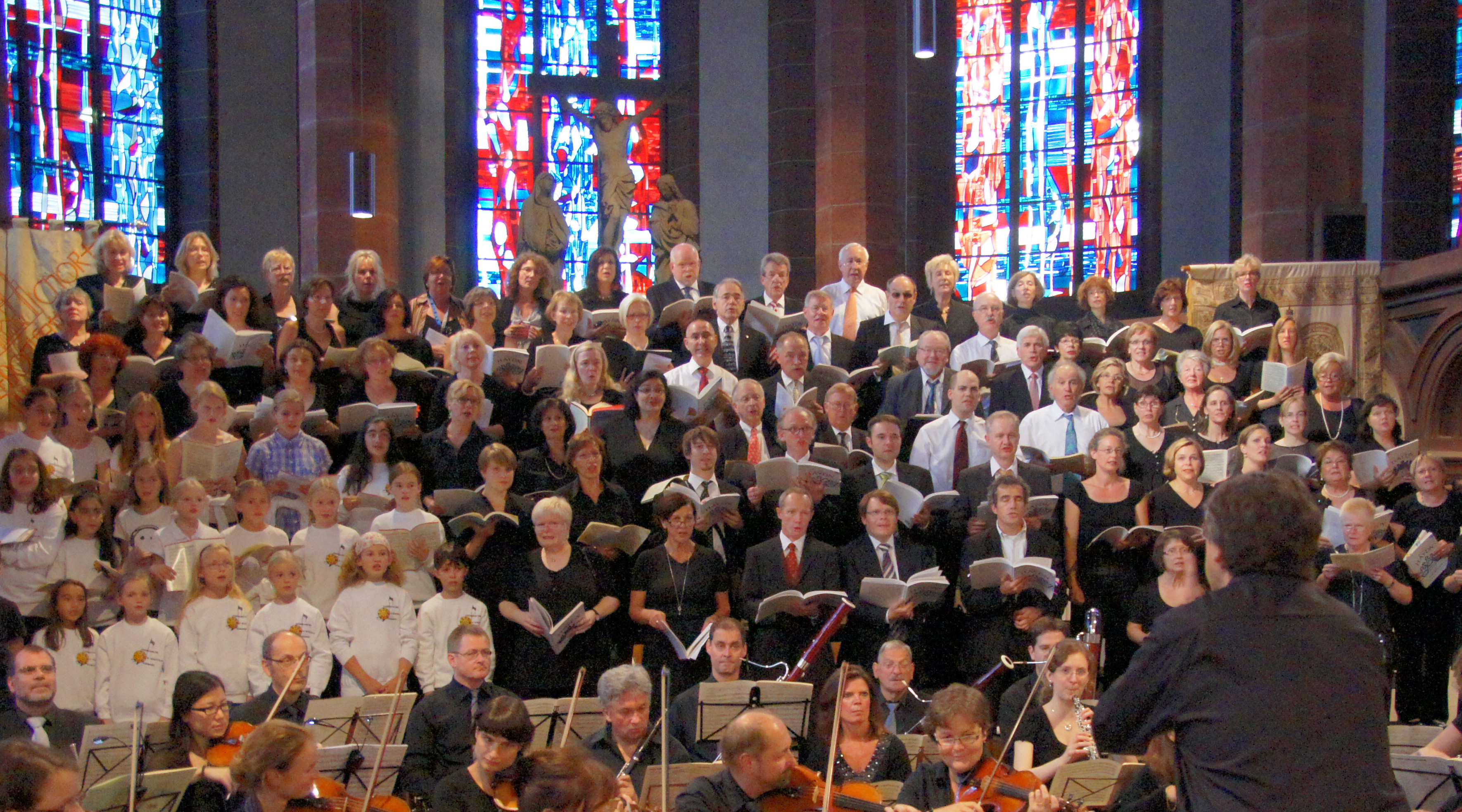
Chor von St. Bonifatius bei einer Orchesterprobe im Altarraum der Kirche

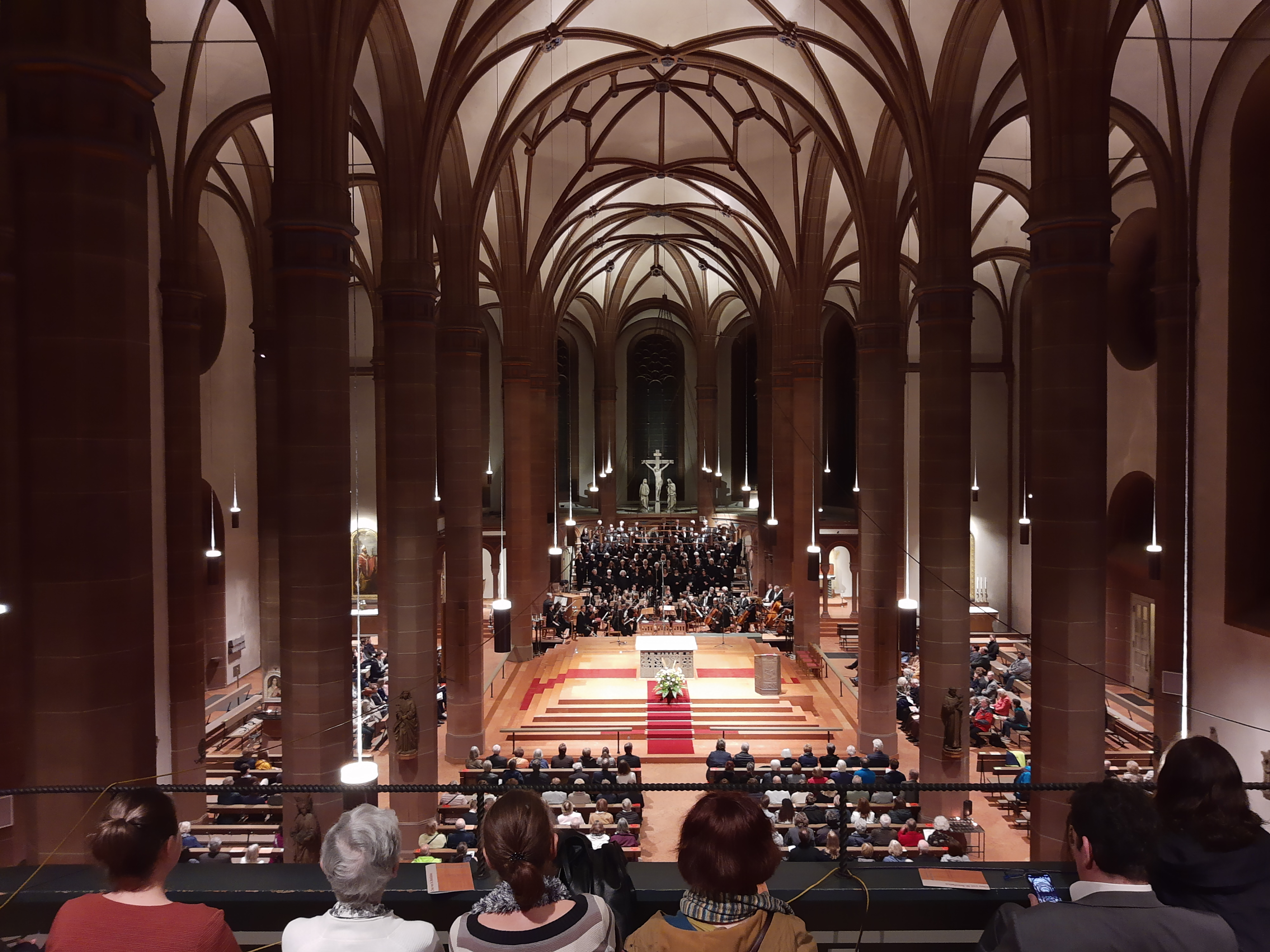
Dvořák: Stabat Mater, Konzert am 26. Oktober 2019

Gabriel Dessauer war von 1981 bis 2019 Kantor von St. Bonifatius. Er leitete dort den Chor von St. Bonifatius mit ca. 105 Mitgliedern, der 1862 gegründet wurde, außerdem den Kinderchor von St. Bonifatius sowie die Schola, die den Gregorianischen Choral pflegt. Der Chor singt in Gottesdiensten, darunter regelmäßig Orchestermessen von Haydn, Mozart, Beethoven und Schubert zu Weihnachten und Ostern. Roman Twardy leitete von 2019 bis 2021 den Chor von St. Bonifatius. Seit 2022 ist Dr. Johannes M. Schröder Kantor an St. Bonifatius.
Jedes Jahr, oft am 3. Oktober, dem Tag der Deutschen Einheit, gibt es ein Chorkonzert mit Werken wie Mendelssohns Elias, Ein deutsches Requiem von Brahms, und Verdis Messa da Requiem. Chor und Kinderchor traten gemeinsam auf in Hermann Suters Le Laudi (1998 und 2007) und 2004 in der Deutschen Erstaufführung von John Rutters Mass of the Children. 2006 leitete Dessauer das Requiem von Karl Jenkins. 2010 waren Werke von Bach zu hören, seine Messe in g-Moll und Chorsätze aus Kantaten.
Dessauer setzte zunächst die Tradition einer monatlichen Stunde der Kirchenmusik fort und veranstaltete dann Boni-Musikwochen, eine Folge von Chor- und Orgelkonzerten zu einem Thema in zwei Wochen. Bei den Musikwochen 2010, Reger und mehr, konzertierten unter anderem Jürgen Sonnentheil (St. Petri, Cuxhaven), Kent Tritle (St. Ignatius Loyola, New York) und Ignace Michiels (Sint-Salvatorskathedraal, Brügge).